# Abaria devavrata
Abaria devavrata is een schietmot uit de familie Xiphocentronidae. De soort komt voor in het Oriëntaals gebied.